# فرستاده (فیلم ۲۰۱۸)
فرستاده (به انگلیسی: Apostle) یک فیلم فانتزی و ترسناک محصول سال ۲۰۱۸ به نویسندگی، کارگردانی و تدوین گارث اونس با بازی دن استیونز، لوسی بوینتون، مارک لویس جونز، بیل میلنر، کریستین فروسث، پل هیگینز و مایکل شین است. اولین نمایش جهانی این فیلم در فستیوال شگفت‌انگیز در سپتامبر ۲۰۱۸ بود و پخش آن در نتفلیکس در ۱۲ اکتبر ۲۰۱۸ آغاز شد. فیلم داستان یک مرد بریتانیایی را دنبال می‌کند که او تلاش می‌کند خواهرش را از یک فرقه در جزیره‌ای دورافتاده نجات دهد. این فیلم عموماً نقدهای مثبتی از سوی منتقدان دریافت کرد.

## داستان
در سال ۱۹۰۵، توماس ریچاردسون به یک جزیره دورافتاده ولز سفر می‌کند تا خواهرش جنیفر را که توسط یک فرقه مرموز ربوده شده و برای باج گرفتن نگهداری می‌شود، نجات دهد. توماس با ظاهر شدن به عنوان یک مسلمان، با رهبر، مالکوم هاو، که فرقه را با دو محکوم دیگر، فرانک و کوین، تأسیس کرد، روبرو می‌شود. آنها ادعا می‌کنند که این جزیره بایر از طریق قربانی خون بارور شده‌است و …

## تولید
فیلمبرداری در آوریل ۲۰۱۷ آغاز شد. این فیلم عمدتاً در مجموعه‌ای که در پارک مارگام در نیث پورت تالبوت، ولز ساخته شده بود، فیلمبرداری شد.

## بازخوردها
در جمع‌آوری نقد راتن تومیتوز، این فیلم بر اساس ۷۳ نقد، با میانگین امتیاز ۶٫۷ از ۱۰، امتیاز ۷۹٪ را به خود اختصاص داده‌است. در متاکریتیک بر اساس ۱۹ منتقد، امتیاز ۶۲ از ۱۰۰ را گزارش می‌کند که نشان‌دهنده «بررسی‌های عموماً مطلوب» است.